# И. П. Павлова (станция метро)
И. П. Павлова (чеш. I. P. Pavlova) — станция пражского метрополитена на линии C. Открыта 9 мая 1974 года в составе первой очереди пражского метро. Названа по расположению под площадью И. П. Павлова, которая в свою очередь названа в честь русского физиолога Ивана Павлова.

## Прозвища
- Pavlák («Павлак»)
- Pavlákovo náměstí («Павлакова площадь»)
- Ípák («Ипак») — от сокращённых имени и отчества.

## Путевое развитие
Станция с путевым развитием. В сторону станции «Muzeum» от обоих путей уходит ССВ на линию «А», к станции «Náměstí Míru».

## Интересные факты
- В вестибюле станции был снят эпизод из чешской комедии «Завтра встану и ошпарюсь чаем».
- От этой станции — ближайшее расстояние до трактира У чаши.